# Hans Jochen Genthe
Hans Jochen Genthe (* 27. Juli 1927 in Mühlhausen/Thüringen; † 5. August 2020 in Erfurt) war ein deutscher evangelischer Theologe, Dozent für Neues Testament, Kirchenhistoriker und Autor.

## Leben
Hans Jochen Genthe war als Soldat der Luftwaffennachrichtengruppe im Zweiten Weltkrieg, wo er 1943 in amerikanische Kriegsgefangenschaft geriet. Nach dem Abitur 1946 studierte er Evangelische Theologie in Bethel und Berlin. Ab 1955 war er Gemeindepfarrer in Dörna und wechselte 1962 nach Erfurt, wo er Pfarrer an der Kaufmannskirche wurde, sowie bis zu seinem Ruhestand 1992 als Dozent für Neues Testament an der 1948 in Wittenberg gegründeten Evangelischen Predigerschule Erfurt lehrte.
1970 promovierte er an der Martin-Luther-Universität Halle-Wittenberg mit seiner Dissertation zum Thema Die spezifische Bedeutung von Katá mit dem Akkusativ in den theologischen Aussagen des Apostels Paulus.
Er beteiligte sich aktiv an der politischen Wende in der DDR und an der Aufdeckung der Stasi-Unterlagen in Erfurt. Um auch Laien Theologie nahe zu bringen, publizierte er Bücher wie Mit den Augen der Forschung. Kleine Geschichte der neutestamentlichen Forschung. Seit 2007 arbeitete er an einer neuen Bibelübersetzung, die sehr nah am Originaltext bleibe, zu allen biblischen Schriften Hintergrundinformationen anbietet und unter bibelbuch.de online zugänglich ist.
Hans Jochen Genthe lebte nach seiner Pensionierung in Eschwege, zog aber 2017 wieder nach Erfurt und lebte dort bis zu seinem Tod am 5. August 2020.

## Veröffentlichungen
- Die spezifische Bedeutung von Katá mit dem Akkusativ in den theologischen Aussagen des Apostels Paulus, (Dissertation, Theologische Fakultät, Halle 1970).
- Mit den Augen der Forschung: kleine Geschichte der neutestamentlichen Wissenschaft (Ausgabe für die DDR), Evangelische Verlagsanstalt, Berlin 1976 u. Vandenhoeck und Ruprecht, Göttingen 1977, 2. Aufl. 1982, ISBN 978-3-525-63338-0.
- Martin Luther: sein Leben und Denken, Vandenhoeck und Ruprecht, Göttingen 1996, ISBN 978-3-525-87168-3, Aufl. 2002, ISBN 978-3-525-55433-3.
- Klassisch gut: Martin Luther, Buchverlag für die Frau, Leipzig 2008, ISBN 978-3-89798-246-8.
- ... und richte meine Gänge nach deinem Wort: ein Spaziergang zu den reformatorischen Wurzeln Luthers in Erfurt, Blick-Verlag, Erfurt 2010, ISBN 978-3-9812927-3-2.